# Zodarion algiricum
Zodarion algiricum är en spindelart som först beskrevs av Lucas 1846.  Zodarion algiricum ingår i släktet Zodarion och familjen Zodariidae. Inga underarter finns listade i Catalogue of Life.